# Bauliche Anlage
Bauliche Anlage ist ein Begriff aus dem öffentlichen Baurecht und bezeichnet ein Vorhaben, das im allgemeinen Interesse nicht ohne Beachtung gewisser bauordnungsrechtlicher Vorschriften ausgeführt werden soll.

## Nationale Rechtsbegriffe

### Deutschland
In Deutschland findet der Begriff in den landesrechtlichen Bauordnungen Verwendung. Das bundesgesetzliche Baugesetzbuch spricht in § 29 BauGB dagegen von „Vorhaben“. Der Begriff wird im Bauordnungsrecht anders als im Bauplanungsrecht verstanden. Nach Sinn und Zweck des bundesrechtlichen Bauplanungsrechts ist ein Vorhaben im Sinne des § 29 BauGB für die städtebauliche Entwicklung erheblich und deshalb materiell den Vorschriften des Bodenrechts zu unterwerfen. Bauliche Anlagen im Sinne der landesrechtlichen Bauordnungen sind hingegen Vorhaben, die im allgemeinen Interesse nicht ohne Beachtung gewisser bauordnungsrechtlicher Vorschriften ausgeführt werden sollen.
In einigen Bauordnungen wird der Begriff auch legaldefiniert. So definiert etwa § 2 Absatz 1 Satz 1 der Niedersächsischen Bauordnung bauliche Anlagen als mit dem Erdboden verbundene oder auf ihm ruhende, aus Bauprodukten hergestellte Anlagen. Aber auch ortsfeste Feuerstätten, Werbeanlagen, Fahrradabstellanlagen, Aufschüttungen und Abgrabungen oder Lagerplätze etc. können nach Satz 2 der Vorschrift bauliche Anlagen sein, selbst wenn sie nicht unter die Definition aus Satz 1 fallen. Wenn eine Anlage eine bauliche Anlage im Sinne des Bauplanungs- und Bauordnungsrechts ist, dann hat dies zur Folge, dass deren Errichtung oder Änderung in der Regel einer Baugenehmigung bedarf.
Insofern auch Abgrabungen und Aufschüttungen zu den „baulichen Anlage“ gezählt werden, ist der Begriff umfassender als „Bauwerk“, das wiederum neben den „Gebäuden“ auch freistehende Mauern, Schornsteine und alle möglichen über- und unterirdischen Konstruktionen umfasst, die sich erkennbar von reinen Erdbewegungen und Landschaftsbestandteilen unterscheiden.

### Österreich
In Österreich bezeichnet bauliche Anlage allgemein „das durch eine bauliche Maßnahme Hergestellte“. Der Begriff wird in allen Baugesetzen und Bauordnungen der Bundesländer und anderen baurechtlichen Vorschriften verwendet.
Vom Begriff Bauwerk unterscheidet sich der Sachverhalt dadurch, dass jene „bauliche Anlagen sind, die bei ordnungsgemäßer Errichtung mit dem Boden verbunden sind und zu deren Herstellung bautechnische Kenntnisse erforderlich sind.“ Bauliche Anlage ist also der Oberbegriff, und umfasst auch nicht bewilligungspflichtige Kleinbauten (wie Einfriedungen), bewilligungspflichtige Lagerbehälter (Container) oder technische Anlagen, bauliche Überarbeitungen des Bodens (wie Stütz- und Futtermauern im Gelände, landschaftsbauliche Maßnahmen und Grünanlagen) sowie auch solche Bauteile, die etwa den Boden frei überspannen (wie Seilbahn- oder Stromleitungskabel). Er stellt den allgemeinsten Gegenstand baurechtlicher Bestimmungen dar.